# بخش شوگر کریک (شهرستان توسکاراواس، اوهایو)
بخش شوگر کریک (به انگلیسی: Sugar Creek Township) یک منطقهٔ مسکونی در ایالات متحده آمریکا است که در شهرستان توسکاراوس، اوهایو واقع شده‌است.
 بخش شوگر کریک ۶۰٫۶ کیلومتر مربع مساحت و ۳٬۸۹۴ نفر جمعیت دارد و ۳۰۰ متر بالاتر از سطح دریا واقع شده‌است.